# Chromatomyia
Chromatomyia is een geslacht van insecten uit de familie van de mineervliegen (Agromyzidae).

## Soorten
- C. aizoon (Hering, 1932)
- C. alopecuri Griffiths, 1980
- C. alpigenae (Hendel, 1925)
- C. aprilina (Goureau, 1851)
- C. aragonensis (Griffiths, 1967)
- C. arctagrostidis Griffiths, 1980
- C. asteris (Hendel, 1934)
- C. beigerae Griffiths, 1980
- C. blackstoniae Spencer, 1990
- C. caprifoliae (Spencer, 1969)
- C. castillejae (Spencer, 1973)
- C. centaurii Spencer, 1990
- C. ciliata (Hendel, 1935)
- C. cinnae Griffiths, 1980
- C. clemativora (Coquillett, 1910)
- C. compta Spencer, 1986
- C. cygnicollina Griffiths, 1980
- C. chamaemetabola Griffiths, 1974
- C. doolittlei Spencer, 1986
- C. dorsata (Hendel, 1920)
- C. erigerontophaga (Spencer, 1969)
- C. eriodictyi Spencer, 1981
- C. farfarella (Hendel, 1935)
- C. flavida Spencer, 1986
- C. fricki Griffiths, 1974
- C. furcata Griffiths, 1980
- C. fuscula (Zetterstedt, 1848)
- C. gentianae (Hendel, 1920)
- C. gentianella (Hendel, 1932)
- C. gentii (Hendel, 1920)
- C. glacialis (Griffiths, 1964)
- C. gregaria (Frick, 1954)
- C. griffithsi Spencer, 1986
- C. griffithsiana (Beiger, 1977)
- C. hoppiella Spencer, 1990
- C. horticola (Goureau, 1851)
- C. involucratae (Spencer, 1969)
- C. isicae (Hering, 1962)
- C. ixeridopsis Griffiths, 1977
- C. kluanensis Griffiths, 1974
- C. lactuca (Frost, 1924)
- C. leptargyreae Griffiths, 1976
- C. lindbergi (Spencer, 1957)
- C. linnaeae Griffiths, 1974
- C. lonicerae (Robineau-Desvoidy, 1851)
- C. luzulae (Hering, 1924)
- C. luzulivora Spencer, 1986
- C. milii (Kaltenbach, 1864)
- C. mimuli Spencer, 1981
- C. mitchelli Spencer, 1986
- C. montana Spencer, 1981
- C. montella Spencer, 1986
- C. nervi (Groschke, 1957)
- C. nigra (Meigen, 1830)
- C. nigrella Spencer, 1986
- C. nigrilineata Griffiths, 1974
- C. norwegica (Ryden, 1957)
- C. obscuriceps (Hendel, 1935)
- C. ochracea (Hendel, 1920)
- C. opacella (Hendel, 1935)
- C. orbitella Spencer, 1981
- C. paraciliata Godfray, 1985
- C. periclymeni (Hendel, 1922)
- C. poae Griffiths, 1980
- C. primulae (Robineau-Desvoidy, 1851)
- C. pseudogentii (Beiger, 1972)
- C. pseudomilii Griffiths, 1980
- C. puccinelliae (Spencer, 1969)
- C. ramosa (Hendel, 1923)
- C. regalensis (Steyskal, 1972)
- C. rhaetica Griffiths, 1980
- C. saxifragae (Hering, 1924)
- C. scabiosae (Hendel, 1935)
- C. scabiosarum (de Meijere, 1934)
- C. scabiosella Beiger, 2001
- C. scolopendri (Robineau-Desvoidy, 1851)
- C. shepherdiana Griffiths, 1976
- C. skuratowiczi (Beiger, 1972)
- C. soldanellae (Stary, 1950)
- C. spenceriana Griffiths, 1980
- C. styriaca Griffiths, 1980
- C. succisae (Hering, 1922)
- C. swertiae (Hering, 1937)
- C. symphoricarpi Griffiths, 1974
- C. syngenesiae Hardy, 1849 – Chrysantenvlieg
- C. thermarum Griffiths, 1976
- C. tiarellae Griffiths, 1972
- C. torrentium Griffiths, 1980
- C. tschirnhausi Griffiths, 1980
- C. vernalis (Groschke, 1957)